# هنري غاريت
هنري غاريت (بالإنجليزية: Henry Garrett)‏ هو صحفي وعالم نفس أمريكي، ولد في 27 يناير 1894 في Clover, Virginia ‏ في الولايات المتحدة، وتوفي في 26 يونيو 1973 في شارلوتسفيل في الولايات المتحدة.